# Dračí díra
Dračí díra (anglicky Dragon Hole) je zatopený závrt ve vodách Jihočínského moře, jedná se o nejhlubší mořský závrt na světě. Nachází se u Paracelských ostrovů a je hluboká 300,89 m.
Místní rybáři ji nazývají Oko Jihočínského moře a věří, že je místem, kde v románu Putování na západ našel Opičí král svoji kouzelnou zlatou hůl.
Dračí díra je se svými 300,89 metru o více než 100 m hlubší než známá Deanova modrá díra (Dean's Blue Hole) na Bahamách, která je druhým nejhlubším mořským závrtem na světě. Takzvané modré díry neboli mořské závrty bývají desítky metrů hluboké a při pohledu z výšky se od okolních vod liší výrazně tmavomodrou barvou.
Na světě existuje několik sladkovodních závrtů, které jsou hlubší než Dračí díra. Patří k nim mexický závrt Zacatón s hloubkou 335 m, italský závrt Pozzo del Merro hluboký 392 m a samozřejmě 404 metrů hluboká Hranická propast, která je nejhlubší zatopenou jeskyní světa.